# ADO in het seizoen 1954/55
Het seizoen 1954/1955 was het eerste jaar in het bestaan van de Haagse betaaldvoetbalclub ADO. De club kwam uit in de Eerste klasse B en eindigde daarin op de vijfde plaats, dit betekende dat de club in het nieuwe seizoen uitkwam op het hoogste voetbalniveau.

## Wedstrijdstatistieken

### Eerste klasse D(afgebroken)
|       | Bleijerheide | Brabantia | D.F.C. | Eindhoven | Emma | Feijenoord | Juliana | LONGA | MVV   | NOAD  | Sparta | SVV |
| ----- | ------------ | --------- | ------ | --------- | ---- | ---------- | ------- | ----- | ----- | ----- | ------ | --- |
| Thuis | 5 – 0        | –         | 5 – 3  | –         | –    | –          | –       | –     | 5 – 0 | 0 – 0 | –      | –   |
| Uit   | –            | 1 – 8     | –      | –         | –    | 2 – 1      | –       | 1 – 0 | –     | –     | 1 – 4  | –   |

### Eerste klasse B
|       | Brabantia | DWS   | EDO   | Elinkwijk | Fortuna '54 | Heerenveen | Heracles | Rigtersbleek | Sittardia | Sparta | SVV   | Wageningen | Willem II |
| ----- | --------- | ----- | ----- | --------- | ----------- | ---------- | -------- | ------------ | --------- | ------ | ----- | ---------- | --------- |
| Thuis | 0 – 0     | 0 – 3 | 1 – 2 | 0 – 3     | 0 – 1       | 4 – 1      | 0 – 0    | 6 – 3        | 4 – 1     | 2 – 1  | 3 – 2 | 1 – 0      | 2 – 3     |
| Uit   | 0 – 6     | 3 – 1 | 2 – 2 | 1 – 2     | 2 – 3       | 2 – 1      | 2 – 2    | 1 – 0        | 3 – 0     | 1 – 1  | 2 – 2 | 0 – 5      | 4 – 0     |

## Statistieken ADO 1954/1955

### Eindstand ADO in de Nederlandse Eerste klasse B 1954 / 1955
| Stand | Gespeeld | Gewonnen | Gelijk | Verloren | Punten | Doelpunten voor | Doelpunten tegen |
| ----- | -------- | -------- | ------ | -------- | ------ | --------------- | ---------------- |
| 5e    | 26       | 10       | 6      | 10       | 26     | 48              | 43               |

### Eindstand ADO in de Nederlandse Eerste klasse D 1954 / 1955 (afgebroken)
| Stand | Gespeeld | Gewonnen | Gelijk | Verloren | Punten | Doelpunten voor | Doelpunten tegen |
| ----- | -------- | -------- | ------ | -------- | ------ | --------------- | ---------------- |
| 3e    | 8        | 5        | 1      | 2        | 11     | 28              | 8                |

### Topscorers
| #              | Naam                        | Goal |
| -------------- | --------------------------- | ---- |
| 1.             | Theo Timmermans             | 13   |
| 1.             | Lex Rijnvis                 | 13   |
| 3.             | Carol Schuurman             | 5    |
| 4.             | Harry Vreken                | 4    |
| 5.             | Anton Valks                 | 3    |
| 5.             | Jan Verhoek                 | 3    |
| 5.             | Bertus Wasmus               | 3    |
| 8.             | Joop Eversteijn             | 1    |
| 8.             | Karel Jansen                | 1    |
| 8.             | Dick van der Steen          | 1    |
| Eigen doelpunt |                             |      |
| –              | Piet van Eck (Rigtersbleek) | 1    |
| Totaal         | Totaal                      | 48   |

| #              | Naam                           | Goal |
| -------------- | ------------------------------ | ---- |
| 1.             | Jan Verhoek                    | 10   |
| 2.             | Lex Rijnvis                    | 5    |
| 3.             | Harry Vreken                   | 4    |
| 3.             | Bertus Wasmus                  | 4    |
| 5.             | Theo Timmermans                | 3    |
| 6.             | Carol Schuurman                | 1    |
| Eigen doelpunt |                                |      |
| –              | Henk van der Bijl (Feijenoord) | 1    |
| Totaal         | Totaal                         | 28   |